# 쑹춘리
쑹춘리(중국어: 宋春丽, 병음: Sòng Chūnlì, 한자음: 송춘려, 1951년 2월 17일 ~ )는 중국의 배우이다.

## 출연 작품
- 애적다미낙 (2014)
- 만추 (2012)
- 독자 (2012)
- 차생차애 (2007)
- 엔드레스 러브 (2005)
- 원앙루 (1987)